# SCB-2019
SCB-2019 — кандидат вакцину проти COVID-19, який є субодиничною вакциною, та розроблений компанією «Clover Biopharmaceuticals» з використанням ад'юванта компанії «Dynavax». Позитивні результати I фази клінічних досліджень вакцини були опубліковані в журналі «The Lancet», II—III фаза клінічних досліджень вакцини завершилась у липні 2021 року. Публікація результатів цієї стадії досліджень очікується до ІІІ кварталу 2021 року. Розробка «SCB-2019» фінансується CEPI як частина COVAX, та отримано попередні замовлення від GAVI на 400 мільйонів доз вакцини «SCB-2019».

## Фармакологічні властивості
Замість введення цілого вірусу, субодиничні вакцини містять частинки вірусу, спеціально підібрані для стимулювання імунної відповіді. Оскільки фрагменти вірусу не здатні спричинити хвороби, субодиничні вакцини вважаються дуже безпечними. Серед широко використовуваних субодиничних вакцин є, зокрема, вакцини проти гепатиту B та кашлюку.
Вакцина «SCB-2019» має тримірну форму білка SARS-CoV-2 у поєднанні з двома різними ад'ювантами AS03 (від «GlaxoSmithKline») або CpG/Alum (від «Dynavax»). У вакцині міститься білок шиповидних відростків оболонки вірусу в його природній формі з трьох частин, що призводить до потенційно кращої імунної відповіді. Для виробництва вакцини використовується технологія, подібна до технології виробництва інших субодиничних вакцин проти COVID-19, зокрема «Novavax», «ABDALA» та «ZF2001».

## Виробництво

### Інвестиції CEPI та COVAX
Виробництво «SCB-2019» фінансується CEPI як частина COVAX. До листопада 2020 року CEPI інвестувала 328 мільйонів доларів США у розробку вакцини «SCB-2019». Якщо вакцина буде ефективною, інвестиції CEPI допомогли б збільшити її виробництво до понад 1 мільярда доз на рік. Спочатку CEPI виділило 3,5 мільйони доларів на проведення І фази клінічних досліджень, а пізніше, у липні 2020 року, ще 66 мільйонів доларів для розширення клінічних досліджень та підготовки місць для проведення II і III фази клінічних досліджень.
У лютому 2021 року компанія «Clover» вирішила продовжити застосування ад'юванту компанії «Dynavax» у II—III клінічних досліджень замість ад'юванта компанії «GlaxoSmithKline» після оцінки виробничих міркувань. Окремо CEPI надала компанії «Dynavax» фінансування у розмірі 99 мільйонів доларів на виробництво свого ад'юванту для різних вакцин проти COVID-19.

### Замовлення
У червні 2020 року GAVI повідомила про укладення угоди з компанією «Clover» про закупівлю 64 мільйонів доз вакцини «SCB-2019» у 2021 році та додатково 350 мільйонів доз у 2022 році.

## Клінічні дослідження

### І-ІІ фази клінічних досліджень
У червні 2020 року розпочалась І фаза клінічного дослідження вакцини «SCB-2019» в австралійському місті Перті для оцінки її безпеки, реактогенності та імуногенності в кількох рівнях доз, у яких брав участь 151 доброволець, у якому використовувались 2 окремі ад'юванти AS03 та CpG/Alum. У результатах дослідження, опублікованих у «The Lancet», вакцина «SCB-2019» спричинювала сильну імунну відповіді до COVID-19 з високою нейтралізуючою активністю до вірусу (середні геометричні титри антитіл були 1567–4452 з AS03 та 174—2440 з CpG/галуном). Обидві ад'ювантні вакцини добре переносилися і визнані придатними для подальших клінічних досліджень.
У серпні 2021 року має розпочатися ІІ фаза клінічного дослідження «SCB-2019» для оцінки імуногенності та безпеки за участю 800 добровольців у Китаї.

### ІІ-ІІІ фази клінічного дослідження
У березні 2021 року розпочалось більш масштабне комбіноване клінічне дослідження II—III фази для оцінки ефективності, імуногенності, реактогенності та безпеки вакцини «SCB-2019» з ад'ювантом CpG/Alum. У липні 2021 року було завершено реєстрацію на клінічне дослідження II—III фази за участю 45 % з 29 тисяч учасників в Азії, 45 % у Латинській Америці, та решта в Європі та Африці. Очікується, що компанія «Clover» повідомить про проміжну ефективність щодо найпоширеніших штамів COVID-19 до третього кварталу 2021 року.

### Попередні дані про ефективність щодо варіантів вірусу
У травні 2021 року компанія «Clover» зробила заяву, що вакцина «SCB-2019» продемонструвала хорошу дію проти альфа-, бета- та гамма- варіантів коронавірусу під час тестування на тваринах.